# Hugo Constantin Bartels
Hugo Constantin Bartels (* 1899 in Offleben bei Magdeburg; † 1956 in Braunschweig) war ein deutscher Architekt der Moderne, der in der Weimarer Republik und Jahre danach Bauwerke im Raum um Braunschweig und Berlin errichtete.

## Leben
Nach Schulbesuch und Architekturstudium gründete Hugo Bartels ein Architekturbüro in Braunschweig, das er bis 1932 erfolgreich betrieb. Seine Entwürfe und seine ausgeführten Bauten folgen dem Stil des Neuen Bauens. Bartels war Mitglied der SPD in Braunschweig, wodurch er wohl auch Otto Grotewohl, den damaligen Direktor der Landesversicherungsanstalt Braunschweig und späteren DDR-Ministerpräsidenten, kennenlernte. Um 1933 zog er nach Berlin-Wilmersdorf, eröffnete in der Passauer Straße eine Bäderbaugesellschaft und wurde Mitglied in einer Bürogemeinschaft mit anderen Architekten wie Heinrich Schweitzer und dessen Sohn Jürgen Schweitzer. In der nationalsozialistischen Zeit arrangierte sich Bartels mit den neuen Machthabern und erbaute unter anderem in Berlin-Wilmersdorf den Hauptsitz der Nationalsozialistischen Volkswohlfahrt. Nach dem Zweiten Weltkrieg nahm Bartels seinen Wohnsitz wieder in Braunschweig, wo er gemeinsam mit anderen Architekten neue Wohnbauten planen und ausführen konnte.
Hugo Bartels war verheiratet und hatte eine Tochter.

## Bauten (Auswahl)
- 1928–1929: Walderholungsstätte Querumer Forst der Landesversicherungsanstalt Braunschweig in Querum (gemeinsam mit dem Gartenarchitekten Alexander Boecking)[2]
- 1929: Wohnbebauung Wilhelm-Bracke-Hof in Braunschweig, Broitzemer Straße[3]
- 1929: Großbäckerei für die Allgemeiner Konsumverein eGmbH, genannt Consum-Brotfabrik, in Braunschweig, Hermannstraße (2007 abgerissen)[4]
- 1937: Landhaus für den Schauspieler Albrecht Schoenhals in Berlin-Dahlem[1]
- 1937–1938: Verwaltungsgebäude der NS-Volkswohlfahrt und der Gauamtsleitung Berlin in Berlin-Wilmersdorf, Sächsische Straße 28 / Pommersche Straße (späteres Landesversorgungsamt Berlin)[5]
- 1938: Erweiterung des Verwaltungsgebäudes der Bauunternehmung Wiemer & Trachte in Berlin-Wilmersdorf, Hohenzollerndamm 29 / Sächsische Straße 30[6]
- 1938–1939: Kino in Berlin-Spandau[1]
- 1939: Landhaus für den Filmregisseur Carl Ludwig Duisberg auf der Insel Schwanenwerder in Berlin-Wannsee[1]
- 1939: Landhaus Waldhof am Bogensee für Joseph Goebbels in Lanke bei Wandlitz (Mark) (gemeinsam mit Heinrich und Jürgen Schweitzer; teilweise finanziert von der UFA)[1]
- April bis November 1952: Abraham-Lincoln-Siedlung (ECA-Siedlung) in Braunschweig (gemeinsam mit Heinrich und Jürgen Schweitzer)[4]
18 Gebäude auf einem neu erschlossenen Gelände zwischen Ernst-Böhmer-Straße, Pfälzer Straße und Schwedenkanzel bildeten den Grundstock für ein neues Stadtviertel, erste Bewohner waren Vertriebene und Ausgebombte. Am 26. Juni 1953 erhielt die Siedlung in einem feierlichen Akt den Namen des US-amerikanischen Präsidenten Abraham Lincoln. Die Siedlung wurde von anderen Architekten anschließend durch Handwerkerhöfe, kleine Geschäfte und ein Schulgebäude erweitert.[7]
- 1952–1953: Gewerkschaftshaus in Braunschweig, Wilhelmstraße 5 (gemeinsam mit Heinrich und Jürgen Schweitzer)[4]